# 卡溫頓 (內布拉斯加州)
卡溫頓（英語：Covington）是位於美國內布拉斯加州達科他縣的鬼鎮。

## 歷史
卡溫頓的郵局於1858年設立，其後於1893年停運。

## 地理
卡溫頓所處的海拔為高於海平面334米（即1096英呎），而該地所採用的時區為UTC-6，即北美中部时区（CST）。同時該地設有夏令時間，為UTC-6調快一小時，即UTC-5（CDT）。